# چشمه‌سار، ولایت سغد
چشمه‌سار یک منطقهٔ مسکونی در تاجیکستان است که در ولایت سغد واقع شده‌است.